# Kawasaki Eliminator 500
Die Kawasaki Eliminator 500 ist Cruiser-Motorrad des japanischen Herstellers Kawasaki Heavy Industries.

## Geschichte
Am 17. März 2023 präsentierte Kawasaki auf der Osaka Motorcycle Show in Japan die Eliminator 500. Die Markteinführung in Asien und den USA begann 2023; seit 2024 ist sie auch in Deutschland erhältlich.

## Konstruktion

### Antrieb
Das Motorrad wird von einem flüssigkeitsgekühlten Viertakt-Reihenzweizylinder mit einem Hubraum von 451 cm³ und 33,4 kW (45,4 PS) bei einer Drehzahl von 9000/min angetrieben. Das maximale Drehmoment erreicht 42,6 Nm die Eliminator 500 bei 6000/min. Die zwei Zylinder haben eine Bohrung von 70 mm, die Kolben einen Hub von 58,6 mm. Das Kompressionsverhältnis beträgt 11,3 : 1. Die Ventile werden mit zwei obenliegenden Nockenwellen (DOHC) gesteuert. Der Verbrauch liegt nach Tests bei etwa 3,8 l/100 km.

### Fahrwerk
Das Fahrwerk besteht aus einem Gitterrohrrahmen aus Stahl, einer Teleskopgabel mit einem Durchmesser von 41 mm und 120 mm Federweg sowie einer Zweiarmschwinge mit 90 mm Federweg zur Aufhängung des Hinterrads. Der Radstand beträgt 1520 mm. Die Sitzhöhe ist auf 735 mm, 765 mm oder 715 mm einstellbar.

### Bremsen
Die Eliminator 500 hat eine vordere Einzelscheibenbremse mit einem Durchmesser von 310 mm, die hintere Bremsscheibe ist 240 mm groß.

### Elektronik
Ein LCD-Display bietet Informationen über Reichweite, Geschwindigkeit, Gang, Drehzahl und Tankinhalt. Das Motorrad ist mit einem Smartphone per Bluetooth in Kombination mit der Kawasaki eigenen „Rideology“-App koppelbar.

## Preis
Der Preis in Deutschland beträgt 6495,00 € ab Werk, in Österreich 7199,00 € und in der Schweiz 7190,00 CHF.

## Farben
Die Eliminator ist in den Farben Metallic Flat Spark Black und Pearl Robotic White erhältlich.

## Wissenswertes
Die Kawasaki Eliminator 500 gilt als direkte Konkurrenz zur Honda CMX 500 Rebel. Beide sind mit dem A2-Führerschein zu fahren. Die Eliminator 500 war im Mai 2024 auf Platz 35 der am häufigsten zugelassenen Motorräder in Deutschland.

## Kawasaki Eliminator 500 SE
Neben der Standardausführung der Kawasaki Eliminator gibt es die Variante SE mit umfangreicherer Ausstattung, allerdings nicht in Deutschland. In Österreich und der Schweiz ist sie zu einem Preis von 7599,00 € beziehungsweise 7590,00 CHF erhältlich. Sie bietet eine kleine Lampenverkleidung, Faltenbälge an der Gabel, eine aufwendiger verarbeitete Sitzbank und eine wasserdichte USB-Steckdose.